# 地理学第二定律
沃尔多·托布勒提出的地理学第二定律（英語：Tobler's second law of geography）是指“兴趣区域（研究关注的区域）外部的现象会影响内部发生的事情”。
不过，托布勒的地理学第二定律的认知度较低。“地理学第二定律”这一位置有多个竞争者，例如在中国或华人学者中，这一概念一般用于指“空间异质性”。

## 背景
托布勒的地理学第二定律，“兴趣区域外部的现象会影响内部发生的事情”，是对他提出的地理学第一定律的延伸。他于2004年首次发表该观点，以回应对第一定律的批评，题为《论地理学第一定律：一个答复》（On the First Law of Geography: A Reply）。相关批评大多围绕所谓的“定律”在地理学或任何社会科学中是否有意义。在这篇文章中，托布勒提出了第二定律，同时也承认有其他学者提出了他们自己的概念来作为地理学的第二定律。托布勒相信，这种现象很普遍，配得上地理学第二定律的称号。与托布勒地理学第一定律在地理學家中广受认可不同，地理学第二定律的位置有多个竞争者。托布勒的地理学第二定律鲜为人知，但对地理学和空间分析仍具有深远的意义。
当在地图上绘制边界时，托布勒的第二地理定律就会起到作用，特别是绘制诸如政治边界等人为的边界时。

## 基础
空间分析中通常需要从全局选取一个更小范围的研究区域。托布勒的地理学第一定律指出，“一切事物都与其他事物相关，但近处的事物比远处的事物更相关。”因此，和研究的现象相关联的地理区域，远远超出了划定的研究区域本身，并且与一个现象相关地理位置未必是一成不变的。由于距离衰减，远距离事物的影响会随着距离的增加而下降，但永远不会变为零。这和（MAUP）、边界问题和地理背景不确定性问题（UGCoP）都有关系。特别是在边界问题中，当地理边界是人为的而非基于自然特征时，研究的现象在边界外很可能会继续存在，并受到研究区域以外的空间的影响。

## 争议
有些人对地理和社会科学中的“定律”的概念整体提出质疑。托布勒等人对这些批评作出了回应。然而，这一问题是地理学经久不衰的争论来源，学界在短期内不太可能取得共识。

## 地理学的其他第二定律
一些人认为地理定律不需要编号。然而，第一定律的存在自然地引发人们提出第二个。除了托布勒第二定律，还有几位学者提出了各自的第二定律。
- 地理学Arbia定律（Arbia's law of geography）：“一切事物都与其他事物相关，但以粗略的空间分辨率观察到的事物比以更精细的分辨率观察到的事物更相关。”[1][8][9]
- 空间异质性（英语：Spatial heterogeneity）：该概念的历史比地理学地理定律更久，可追溯到区域地理学，其认为异质性是“地理中不可忽视的特征”。[10]迈克尔·弗兰克·古德柴尔德首次提出空间异质性是地理学第二定律的一个可能的候选，并将其视作Harvey的贡献。[2]中国的地理学者经常直接将空间异质性称为“地理学第二定律”。[11][12]
- Tim Foresman和Ruth Luscombe的地理学第二定律（Tim Foresman and Ruth Luscombe's second law of geography）：“知道自己在哪里的事物可以根据它们的位置知识采取行动。空间技术支持（spatially enabled）的事物能增加资金和功能的效用。”[13]
- 不确定性原理（the uncertainty principle）：“地理世界是无限复杂的，因此任何呈现形式都必须包含不确定性的元素，用于获取地理数据的许多定义都包含模糊性的元素，并且不可能准确地测量地球表面上的位置。”[2]
- 有人提议将托布勒的地理学第一定律移至第二定律，并以另一定律作为第一定律。[2]